# San Juan de Yanac (distrito)
San Juan de Yanac é um distrito do Peru, departamento de Ica, localizada na província de Chincha.

## Transporte
O distrito de San Juan de Yanac é servido pela seguinte rodovia:
- IC-101, que liga o distrito de San Pedro de Huacarpana à cidade de Alto Larán [1][2][3]